# Samuel W. McCall
Samuel Walker McCall, född 28 februari 1851 i Bedford County, Pennsylvania, död 4 november 1923 i Winchester, Massachusetts, var en amerikansk republikansk politiker. Han var ledamot av USA:s representanthus 1893–1913 och guvernör i delstaten Massachusetts 1916–1919.
McCall utexaminerades 1874 från Dartmouth College i New Hampshire, studerade sedan juridik och inledde 1875 sin karriär som advokat i Massachusetts. Senare arbetade han även som redaktör för Boston Daily Advertiser. År 1893 tillträdde han som kongressledamot och efterträddes 1913 av demokraten Frederick Simpson Deitrick.
I guvernörsämbetet efterträdde han 1916 David I. Walsh och efterträddes 1919 av Calvin Coolidge. Till sin efterträdare stödde McCall specifikt Coolidge som hade tjänstgjort som hans viceguvernör.
McCall avled 1923 och gravsattes på Wildwood Cemetery i Winchester. Sonsonen Tom McCall var guvernör i Oregon 1967–1975.